# جبل جلابية
جبل جَلاَبِيَة جبل يقع شمال غربي ولاية قفصة من الجنوب الغربي التونسي، جنوب غرب مدينة ماجل بلعباس وجنوب قرية أم القصب وشمال شرق مدينة أم العرائس. يبلغ ارتفاعه 840 م.